# Hipódromo de la Castellana
El hipódromo de la Castellana (también conocido como hipódromo de Madrid) fue una instalación deportiva dedicada a las carreras de caballos ubicada en el paseo de la Castellana de la ciudad de Madrid entre finales del siglo XIX y comienzos del XX. Ocupó el espacio de los actuales Nuevos Ministerios, es decir, en las afueras del Madrid de entonces. Fue construido por el ingeniero Francisco Boguerín como uno de los primeros hipódromos «oficiales» y permanentes de la ciudad. Se inauguró como celebración de los esponsales de Alfonso XII y María de las Mercedes de Orleans el 31 de enero de 1878. Durante sus años de funcionamiento fue lugar de encuentro de la alta burguesía y la aristocracia de la época. En algunos casos se celebraron competiciones de fútbol, y exhibiciones aéreas. El ensanche norte del paseo de la Castellana hizo que se cerrara, y finalmente se derribara en 1933. En su lugar se aprovecharon los solares liberados para construir los Nuevos Ministerios. Se reabrió, ya a mediados del siglo XX, el nuevo hipódromo de la Zarzuela.

## Historia

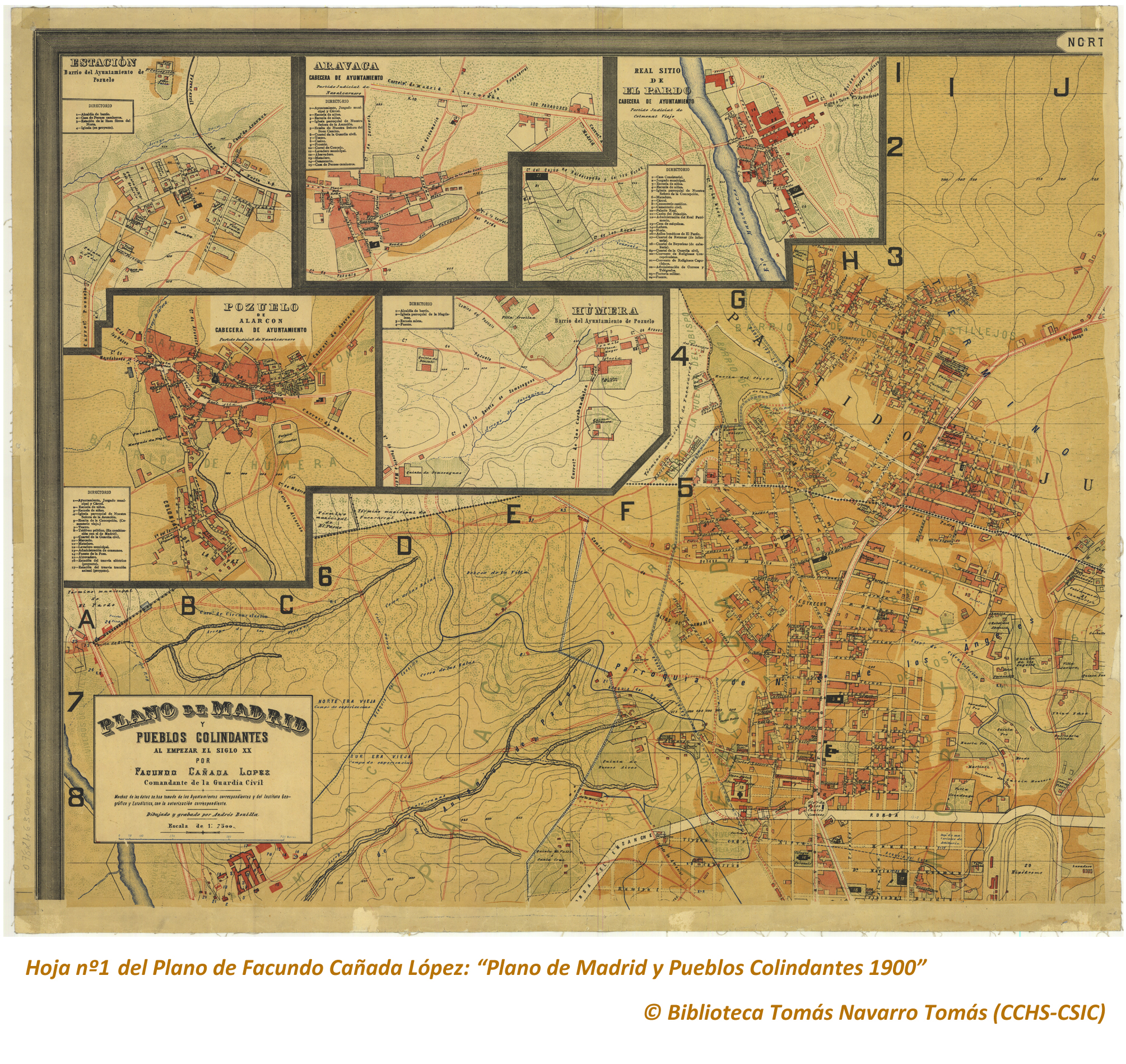
Ubicación del Hipódromo (inferior derecha de la imagen) en la Hoja 1 del Plano de Madrid en 1900, obra de Facundo Cañada López. Edición digital de la Biblioteca Tomás Navarro Tomás.

A mediados del siglo XIX se popularizaron en la sociedad madrileña las carreras de caballos. Se construyeron a lo largo de la ciudad diversos hipódromos improvisados, como fueron los del Ventorrillo de la Sorda y el Parador de la Luna. Otros gozaron de mayor trabazón arquitectónica, como los de la Casa de Campo, construido en el año 1842, el de la puerta de Santa Bárbara, erigido en la plaza del mismo nombre en 1846 y derribado en 1848. Durante la Restauración se decidió reunir todos estos locales y construir uno en las afueras, comunicado con el paseo de la Castellana. Se encargó de su construcción el ingeniero Francisco Boguerín.

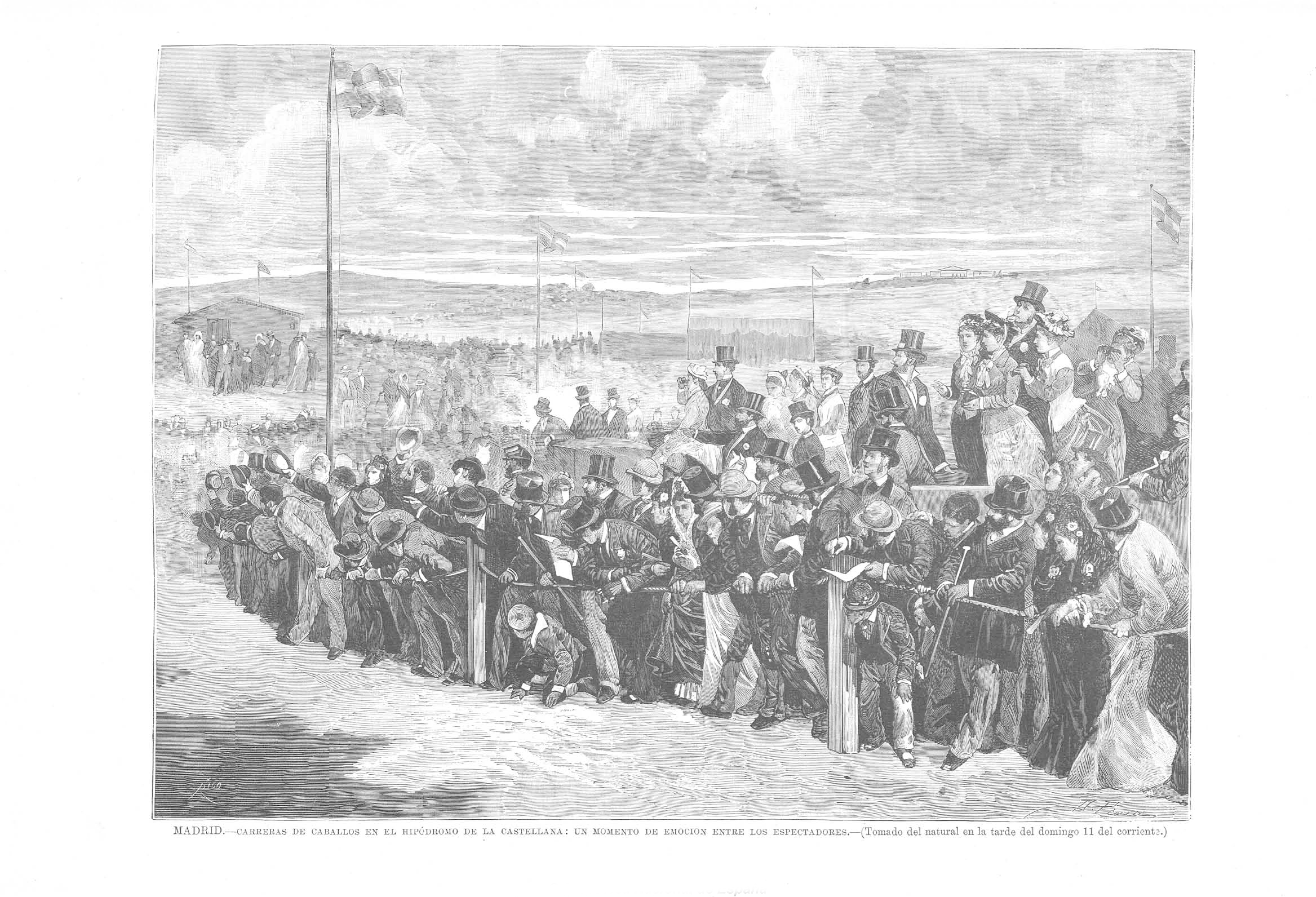
Público en una carrera en el hipódromo a finales de la década de 1870

Fue desde sus inicios de modesta instalación, tenía dos tribunas. Era muy habitual que la alta sociedad de la época tuviera sus ratos de esparcimiento en las carreras de caballos que se celebraban en sus instalaciones, y fue frecuente ver a los reyes visitando las instalaciones. En 1903 ya se comenzó a hablar de celebraciones de foot-ball en sus instalaciones; uno de los más conocidos fue el celebrado entre Vizcaya y el Español de Barcelona.
Tras su derribo, proyectado por el ministro de Obras Públicas Indalecio Prieto, en el año 1933, y ya en periodo de posguerra, se construyó para sustituirlo el hipódromo de la Zarzuela en los terrenos de la Zarzuela en las cercanías de la Quinta del Pardo. Tras ello se procedió a la construcción en los terrenos del hipódromo de un complejo de edificios ministeriales —los Nuevos Ministerios— encargada al arquitecto Secundino de Zuazo Ugalde, e interrumpida por la defensa de Madrid durante la Guerra Civil.

## Recinto futbolístico

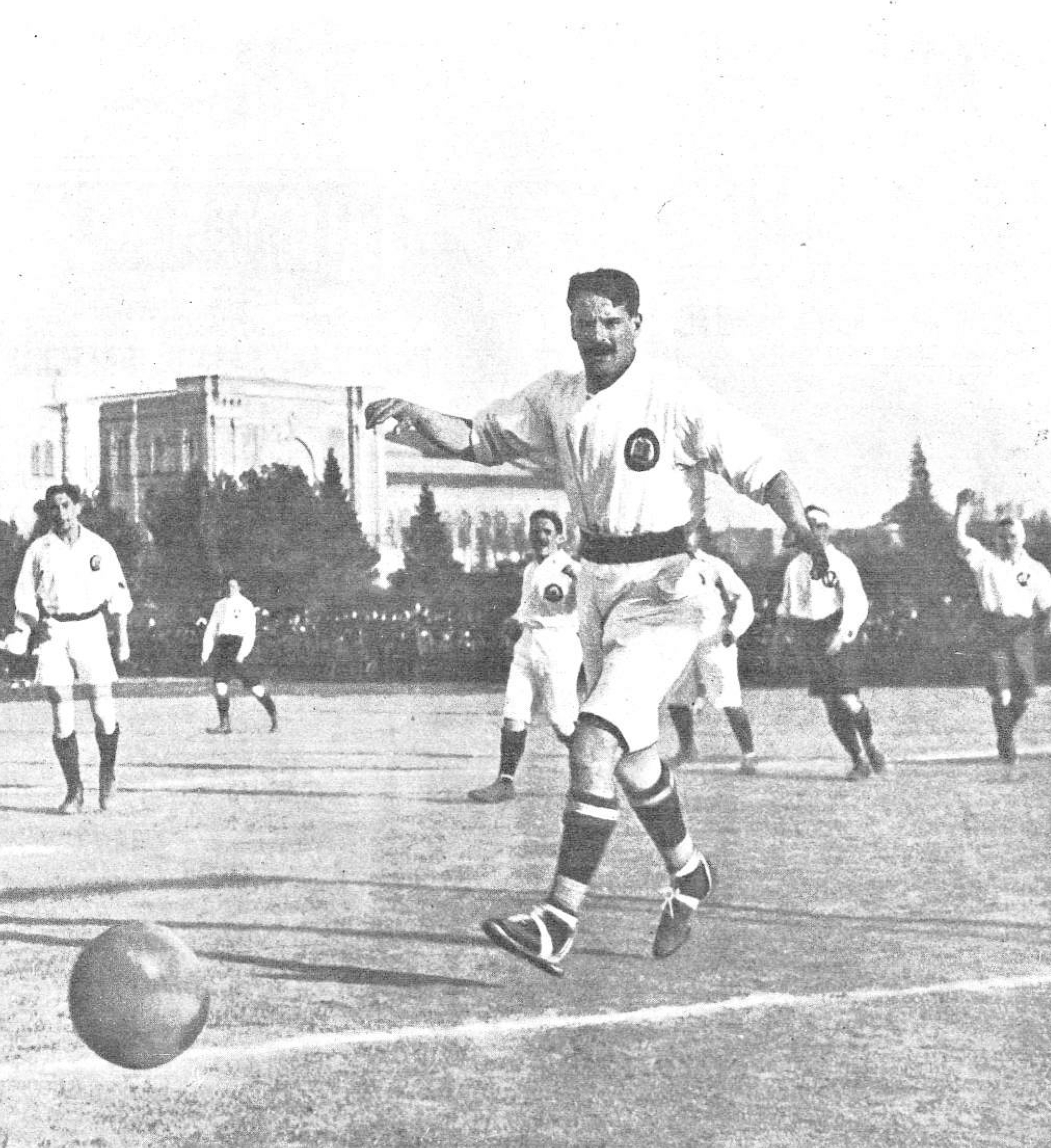
Final del Campeonato de España 1907 entre el Madrid Football Club y el Club Vizcaya. En primera plana Manuel Yarza.

El recinto fue casi desde la fundación del Real Madrid Club de Fútbol en 1902 el lugar donde disputaba dicha sociedad sus encuentros como local. La concesión de tal derecho por parte de la Sociedad de Fomento de la Cría Caballar de España perduró hasta el año 1912, fecha en la que el conjunto madrileño adquirió unos terrenos para ubicar su primer campo de fútbol propio, el estadio de O'Donnell.
Durante este período, albergó además tres comparecencias del Campeonato de España-Copa del Rey en sus ediciones de 1903, 1906 y 1907. También la totalidad de los partidos de la Copa de la Coronación de 1902, predecesora del citado torneo de Copa, y en cuyas semifinales se celebró el primer «clásico español» de la historia, de carácter oficioso.